# Francesco Rossi (egyptoloog)
Francesco Rossi (Turijn, 8 mei 1827 – aldaar, 11 januari 1912) was een Italiaanse egyptoloog.
Rossi was hoogleraar egyptologie aan de Universiteit van Turijn; dankzij hem werd de naam van de leerstoel veranderd van Antichità Orientali (“oosterse oudheid”) naar Egittologia. Hij werkte samen met de archeoloog en numismaat Ariodante Fabretti, toen deze directeur van het Egyptisch Museum in Turijn was (1871-1893). Rossi verzorgde, in samenwerking met Willem Pleyte, de publicatie in facsimile van een serie hiëratische papyri in de collectie van het museum.

## Publicaties (selectie)
- Grammatica Egiziana, 1877
- (met A. Fabretti, R.V. Lanzone): Catalogo del Museo Egizio di Torino (2 volumes), 1881-1888

- Bibliothèque nationale de France: cb107444290 (data)
- Gemeinsame Normdatei: 119214490
- International Standard Name Identifier: 0000 0000 6120 1149
- Library of Congress Control Number: n86142420
- Nationale Bibliotheek van Israël: 987007337457905171
- Nederlandse Thesaurus van Auteursnamen: 165939885
- Istituto Centrale per il Catalogo Unico: RAVV104117
- Système universitaire de documentation: 131346490
- Virtual International Authority File: 31988029
- WorldCat: E39PBJdRBddxhdYgybxBXGQQbd